# Podomitrium
Podomitrium là một chi rêu trong họ Pallaviciniaceae.